# مارتیتا هانت
مارتیتا هانت (انگلیسی: Martita Hunt؛ ۳۰ ژانویهٔ ۱۹۰۰ – ۱۳ ژوئن ۱۹۶۹) یک هنرپیشه اهل بریتانیا بود. وی بین سال‌های ۱۹۲۰ تا ۱۹۶۹ میلادی فعالیت می‌کرد. یکی از دلایل شهرت او، ایفای نقش «خانم هاویشام» در فیلم «آرزوهای بزرگ» به کارگردانی «دیوید لین» بود.

## گزیدهٔ فیلم‌شناسی
- بانی لیک گم شده (۱۹۶۵)
- بکت (۱۹۶۴)
- ترانه بی‌پایان (۱۹۶۰)
- سلام بر غم (۱۹۵۸)
- آناستازیا (۱۹۵۶)
- آنا کارنینا (۱۹۴۸)
- آرزوهای بزرگ (۱۹۴۶)